# Jasmaḫ-Addu
Jasmaḫ-Addu (auch Jasmaḫ-Adad; amurritisch Yaśmaʿ-haddu) war nach mittlerer Chronologie von 1792 bis 1773 v. Chr. König von Mari.
Er war Sohn von Šamši-Adad I. und jüngerer Bruder von Išme-Dagan I. Er wurde von seinem Vater in Mari als König eingesetzt, wo er 19 Jahre lang an der Macht blieb. Kurze Zeit nach dem Tod seines Vaters wurde er jedoch von Zimri-Lim abgesetzt. Die Korrespondenz zwischen Jasmaḫ-Addu, seinem Vater und seinem in Ešnunna herrschenden Bruder wurde in den Archiven von Mari gefunden. In diesen erscheint Jasmaḫ-Addu als eher schwächlicher Führer, der vor allem an Frauen, Pferden und schnellen Streitwägen interessiert war.